# Erwin Koller (Theologe)
Erwin Koller (* 1940 in Gossau SG) ist ein Schweizer Theologe, Seelsorger und Publizist.

## Leben
Koller studierte katholische und protestantische Theologie und Publizistikwissenschaft. Von 1979 bis 2002 war er beim Schweizer Fernsehen Redaktionsleiter religiöser, gesellschaftspolitischer und medienkritischer Gesprächssendungen. Anschliessend war er Lehrbeauftragter für Medienethik an den Universitäten Freiburg und Zürich. Koller veröffentlichte unter anderem Gespräche mit Carl Friedrich von Weizsäcker, Johan Galtung und dem Dalai Lama.

## Auszeichnungen
- Tele-Fernsehpreis 1982
- Film-Preis des Kantons Zürich 1992
- Preis der UBS Jubiläumsstiftung 1996
- Fernsehpreis der Zürcher Radio- und Fernsehstiftung 2000

Quelle: